# فرجان بالا
فرجان بالا (ترکی آذربایجانی: Yuxarı Fərəcan) یک منطقهٔ مسکونی در جمهوری آرتساخ است که در استان کاشاتاق واقع شده‌است.